# Markarfljótsgljúfur
La Markarfljótsgljúfur, toponyme islandais signifiant littéralement « Gorge de la Markarfljót », est une gorge du Sud de l'Islande creusée par la Markarfljót. Profonde de 200 mètres, elle a entaillé des roches volcaniques colorées. Située à l'est de l'Einhyrningur, c'est une des curiosités naturelles situées sur la Laugavegur, le trek reliant le Landmannalaugar à Þórsmörk. Elle peut être atteinte à pieds en quelques minutes depuis le refuge d'Ermstrur et longée sur plusieurs centaines de mètres.

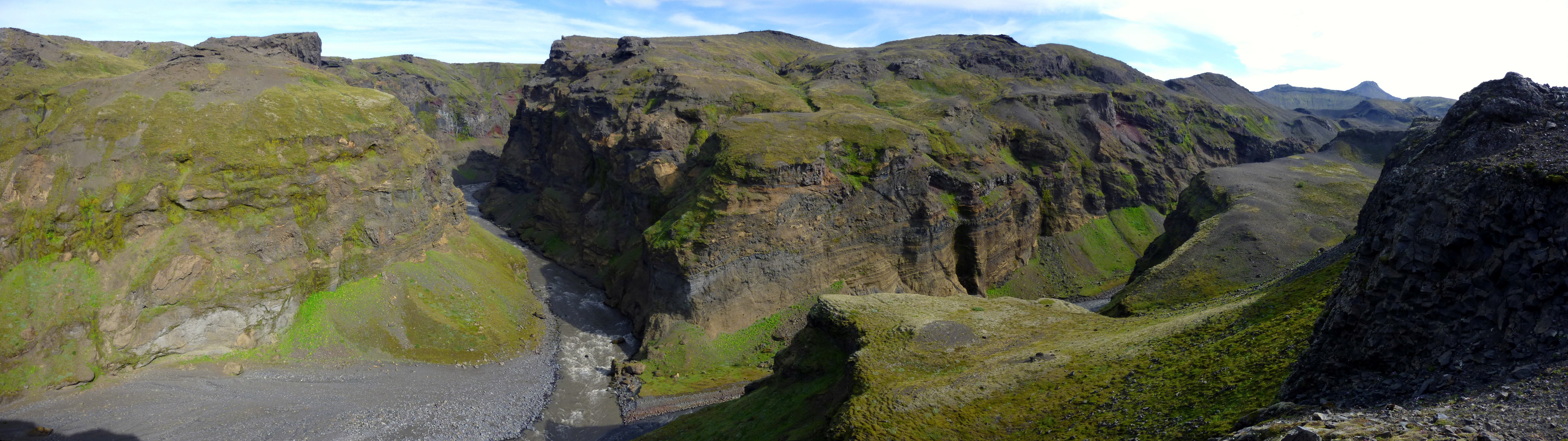
Vue de la Markarfljótsgljúfur à la confluence de la Markarfljót (à gauche) et de la Fremri-Emstruá (à droite) depuis la Laugavegur.

Vue de la Markarfljótsgljúfur et des Tindfjöll depuis la Laugavegur.